# Війна в Афганістані (2001—2021)
Війна́ в Афганіста́ні (англ. War in Afghanistan) — збройний конфлікт, що тривав на території Афганістану в період з 2001 до 2021 року. Один з етапів громадянської війни в Афганістані, яка триває з 1978 року. Головною складовою протистояння стали бойові дії, що велися Міжнародними силами сприяння безпеці під проводом НАТО та ультрарадикальним ісламіським рухом Талібан. Воєнні дії відбувалися у два етапи: операція «Нескорена свобода» (2001—2014) та «Рішуча підтримка» (2015—2021). Війна закінчилася тим, що Талібан відновив владу після майже 20-річного опору союзним силам армій держав-членів НАТО та силових структур Афганістану. Це була найдовша війна в історії Сполучених Штатів, яка перевершила війну у В'єтнамі (1959—1975) приблизно на п'ять місяців.
Збройний конфлікт розпочався 7 жовтня 2001 року із вторгнення американських та британських військ за планом операції «Нескорена свобода» у відповідь на терористичні акти 11 вересня 2001. Після цих нападів тодішній президент США Джордж Буш-молодший вимагав від талібів, які тоді фактично правили в Афганістані, видати Осаму бен Ладена, організатора атак на Сполучені Штати, який до цього часу вільно діяв у межах країни. Відмова талібів це зробити призвела до початку іноземного вторгнення в країну; таліби та їхні союзники по «Аль-Каїді» були переважно розгромлені та вигнані з більшої частини населених пунктів силами під проводом США та Північним альянсом. Незважаючи на те, що не вдалося знайти бен Ладена після його втечі до Пакистану, США та коаліція з більш ніж 40 країн (включаючи всіх членів НАТО) залишилися в країні та сформували санкціоновану ООН місію безпеки під назвою Міжнародні сили сприяння безпеці (МССБ) для консолідації нового демократичної влади в країні та запобігти поверненню Талібану та Аль-Каїди до влади. На Боннській конференції нові тимчасові органи влади Афганістану (переважно з Північного альянсу) обрали Хаміда Карзая очільником Тимчасової адміністрації Афганістану. Після вигнання Талібану розпочався процес відновлення всієї країни.
Завдяки військовій присутності коаліційних сил, які окупували всю країну, афганська влада спочатку забезпечила заснування та роботу Тимчасового уряду Афганістану, а після проведення виборів у 2004 році — й постійного уряду Хаміда Карзая. До 2014 року, після досягнення визначених в операції завдань, тривало поступове скорочення військової присутності іноземних військ на території Ісламської держави Афганістан, створення та нарощування спроможностей Афганської народної армії та допомога у підтриманні безпеки в усіх регіонах країни.
Водночас, таліби під керівництвом мулли Омара реорганізувалися і в 2003 році розпочали повстання проти нового уряду Афганістану. Повстанці з Талібану та інших груп перейшли до формату асиметричної війни, шляхом здійснення партизанських рейдів, організації засідок у сільській місцевості, атаками терористів-смертників на визначені цілі, вбивствами військових та цивільних представників коаліційних сил, а також репресіями проти колабораціоністів. Згодом насильство досягло такого рівня, що до 2007 року таліби знову захопили значну частину Афганістану; МССБ у свою чергу відповіли масовим збільшенням військ для боротьби з повстанцями, щоб «розчистити та утримати» села, досягнувши свого піку в 2011 році, коли приблизно 140 000 іноземних військ діяли під командуванням МССБ та США в Афганістані.
Після ліквідації Осами бен Ладена в 2011 році (оригінальний казус беллі), лідери альянсу НАТО розпочали стратегію виведення своїх сил. 28 грудня 2014 року НАТО офіційно припинило бойові дії МССБ в Афганістані та офіційно передало повну відповідальність за безпеку уряду Афганістану, перейшовши на інший формат участі у війні в Афганістані, що отримав назву місія «Рішуча підтримка». Не в змозі ліквідувати опір талібів військовими засобами, сили коаліції та окремо уряд президента Ашрафа Гані звернулися до дипломатії, щоб припинити конфлікт. Ці зусилля досягли своєї кульмінації взимку 2020 року. 29 лютого 2020 року США та таліби підписали мирну угоду в Досі, Катар, яка вимагає від американських військ вийти з Афганістану протягом 14 місяців, якщо таліби дотримуватимуться домовленостей щодо боротьби з тероризмом.. Уряд Афганістану не був стороною угоди і відхилив її умови щодо звільнення в'язнів.
За новими перемовинами з представниками адміністрації нового президента США Джо Байдена, новою датою виведення американських та союзних військ було продовжено до 31 серпня. З 1 травня 2021 року, після початку масової евакуації сил НАТО, Талібан розпочав широкомасштабний наступ по всій країні, в ході якого вони, практично не зустрічаючи спротиву з боку сил безпеки Ісламської республіки Афганістан, захопили більшу частину країни. 15 серпня 2021 року таліби опанували Кабул. Того ж дня президент Афганістану Ашраф Гані втік з країни; таліби оголосили перемогу і переможне завершення війни. Відновлення правління талібів було підтверджено Сполученими Штатами, і 30 серпня останній американський військовий літак вилетів з Афганістану, припинивши майже 20-річну військову присутність Заходу в країні.
За аналітичними даними проєкту «Витрати війни», війна в Афганістані забрала життя 176 000 осіб; 46 319 мирних жителів, 69 095 військових та поліцейських та щонайменше 52 893 бійців руху опору. За даними ООН, після вторгнення 2001 року в Афганістан повернулося понад 5,7 млн колишніх біженців. Однак після поновлення наступу талібів у 2021 році 2,6 мільйона афганців залишаються біженцями або втекли, переважно до Пакистану та Ірану, а ще 4 мільйони афганців залишаються внутрішньо переміщеними особами всередині країни.

#### Джерела громадянської війни в Афганістані

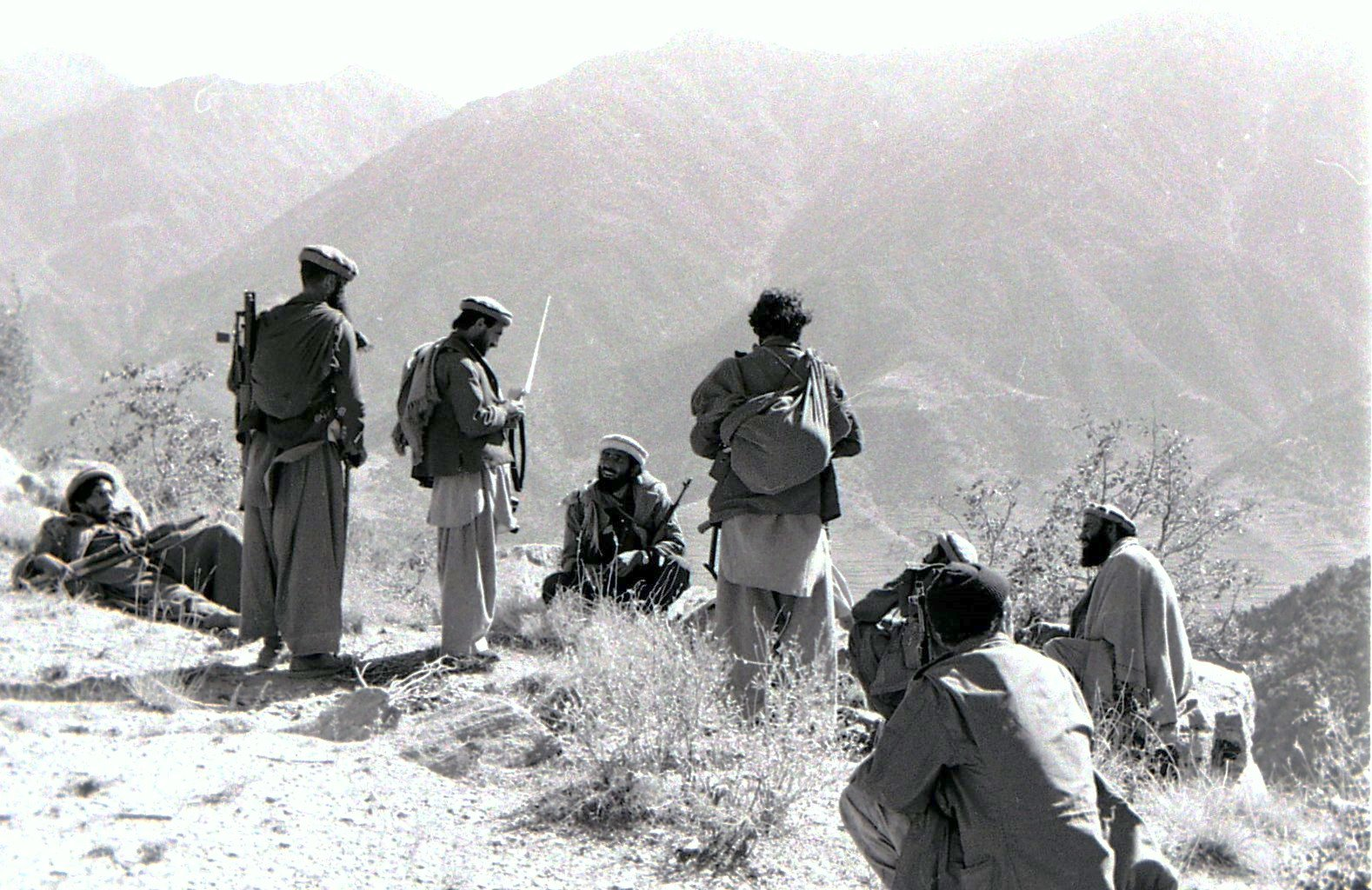
Моджахеди під час радянсько-афганської війни. 1987

#### Громадянська війна в Афганістані (1992—1996)

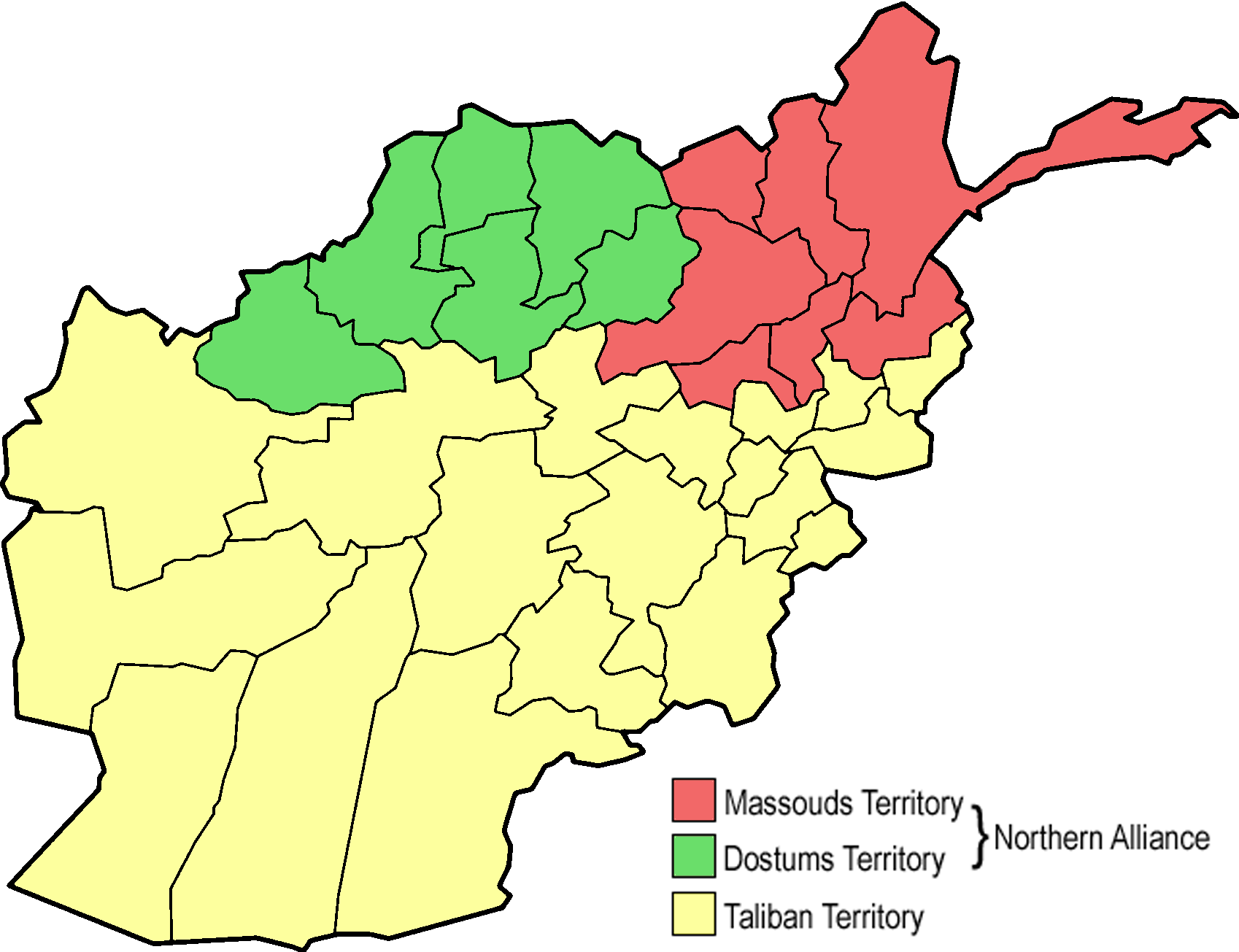
Ситуація в Афганістані на 1996 рік. - Червоний: Під контролем Ахмада Шаха Масуда
- Зелений: Під контролем Абдул-Рашида Дустума
- Жовтий: Під контролем Талібану

#### Атака 11 вересня

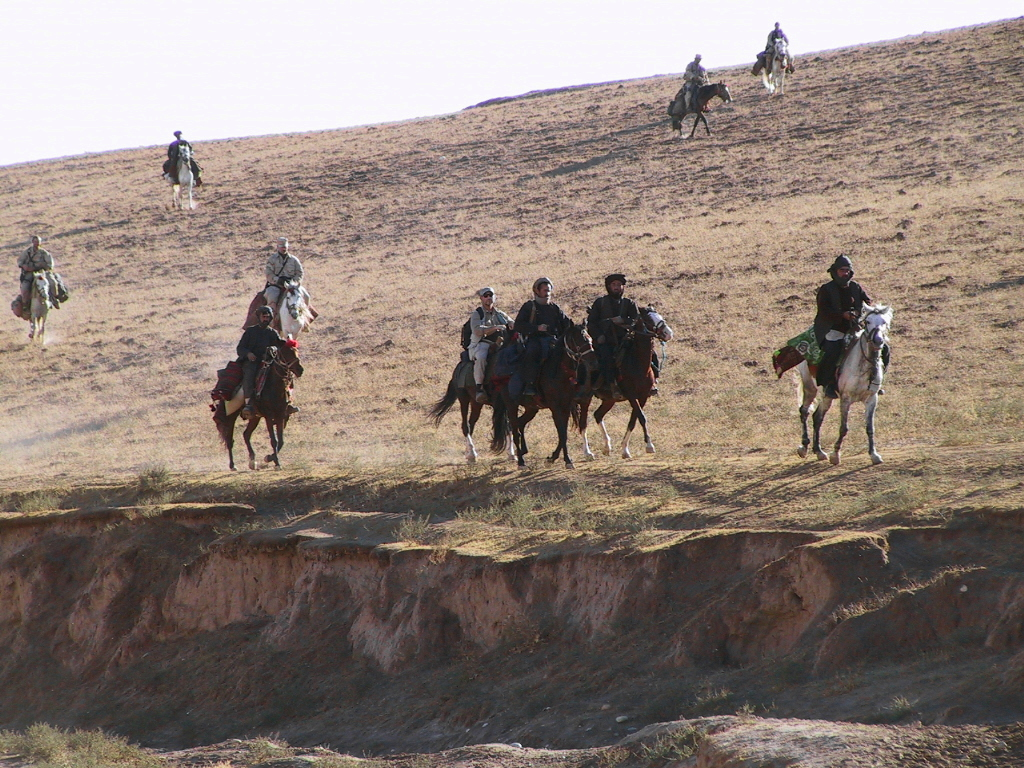
Військові американських ССО з 5-ї групи верхи на конях. Жовтень 2001

#### Американський ультиматум

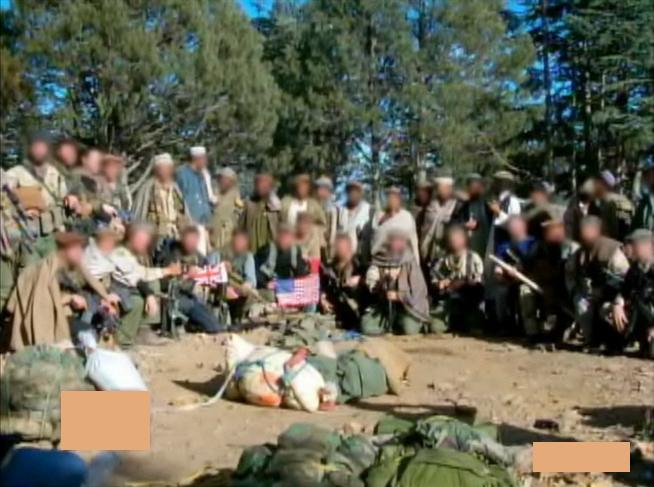
Американський спецпідрозділ «Дельта» та британська Спеціальна човнова служба в районі Тора-Бора. Афганістан. Грудень 2001

### Вторгнення США

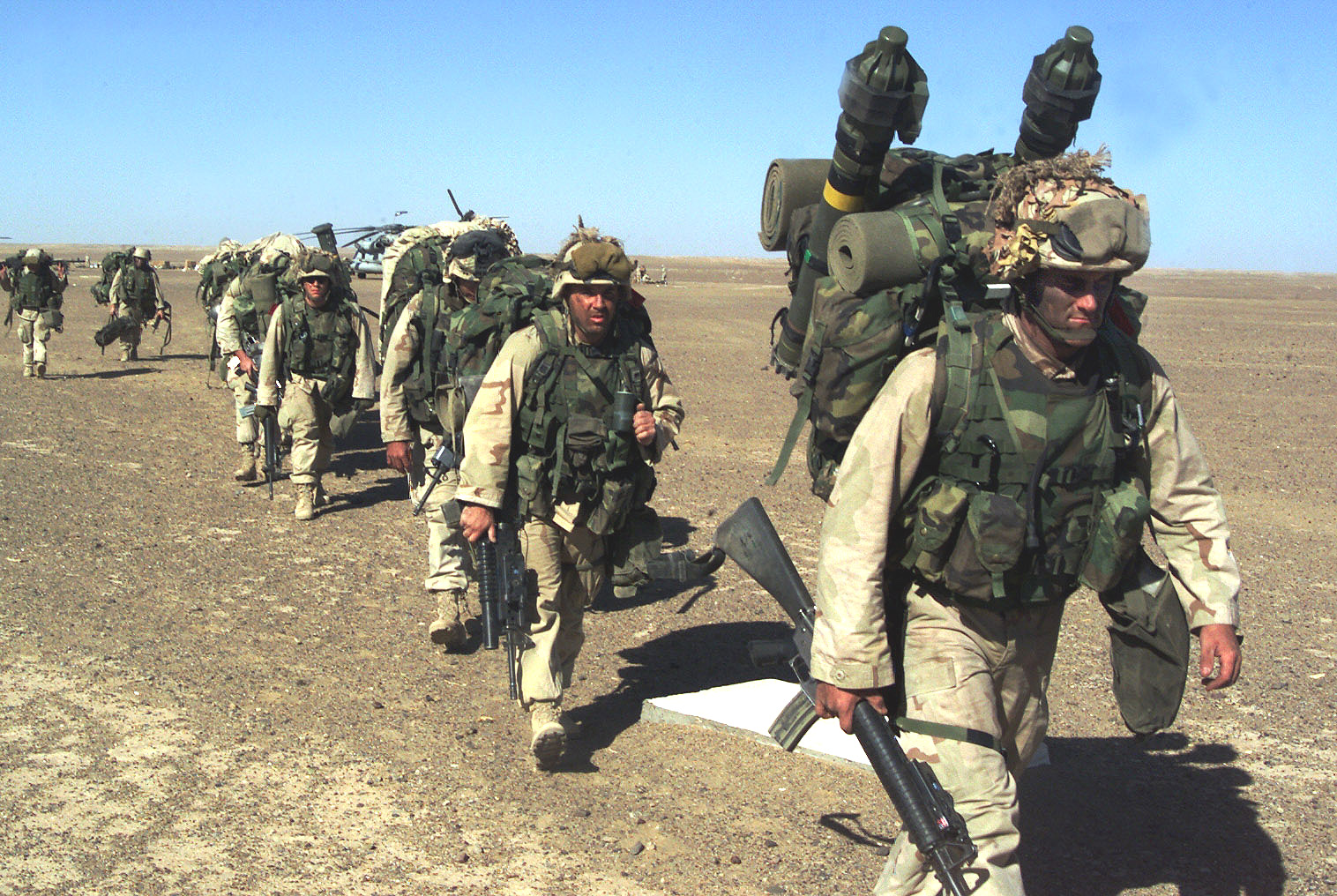
Морські піхотинці США, одягнуті в бронезахист IBA на марші. Листопад 2001

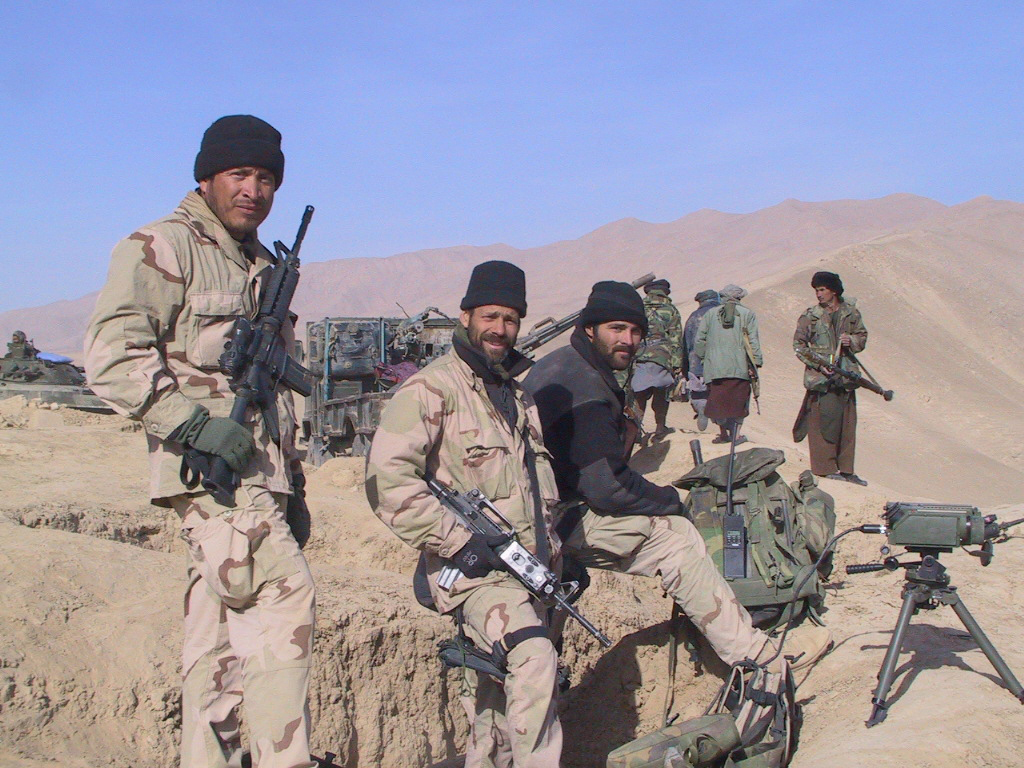
Оператори спецоперацій США з воїнами Північного Альянсу західніше Кундузу. Листопад 2001

### Операція «Анаконда»

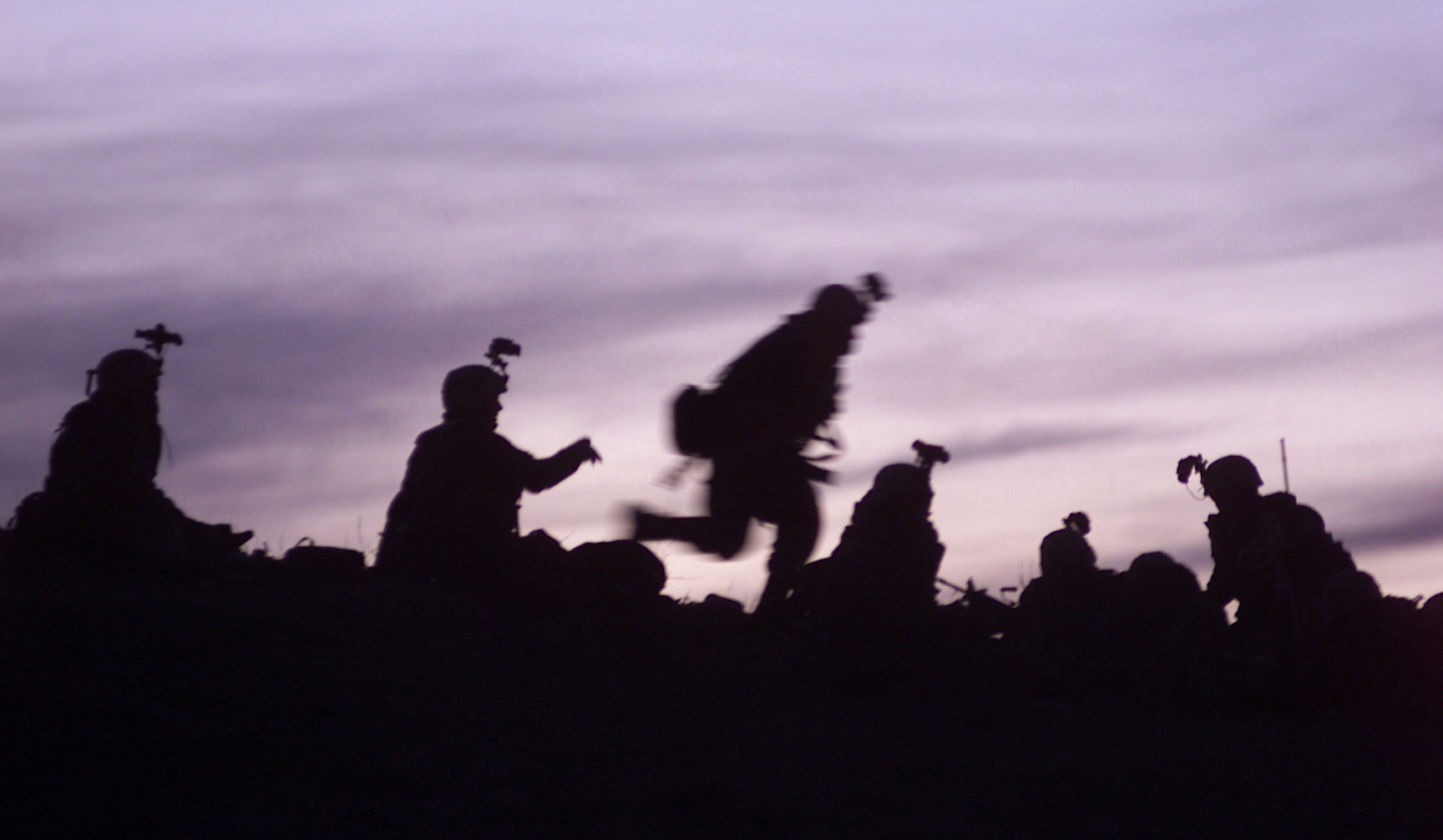
Підрозділ американської 10-ї гірської дивізії веде бій у долині Шар-і-Кот. Березень 2002

### 2002

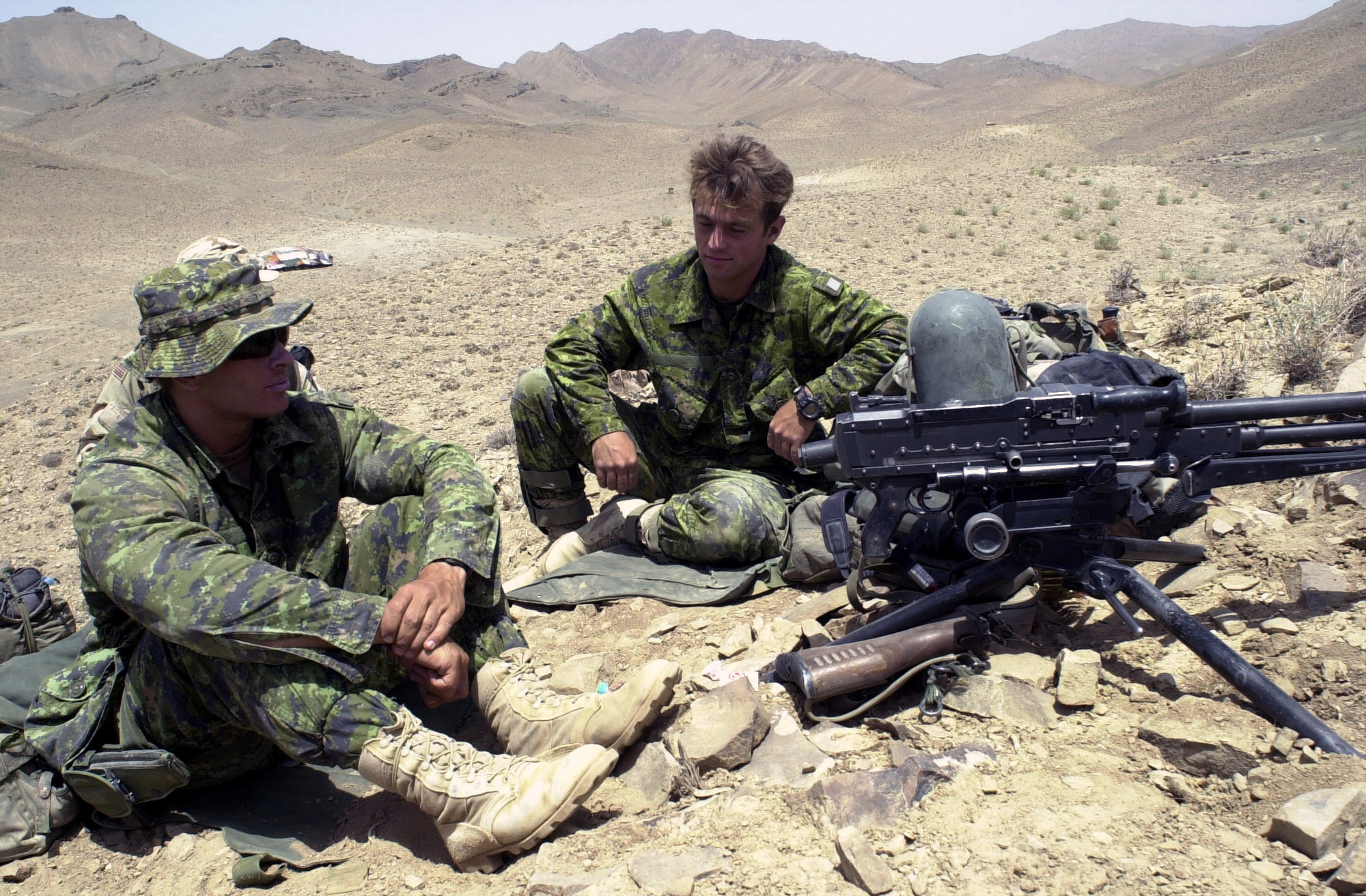
Канадські кулеметники біля кулемету C6. 3 липня 2002

### 2003—2005

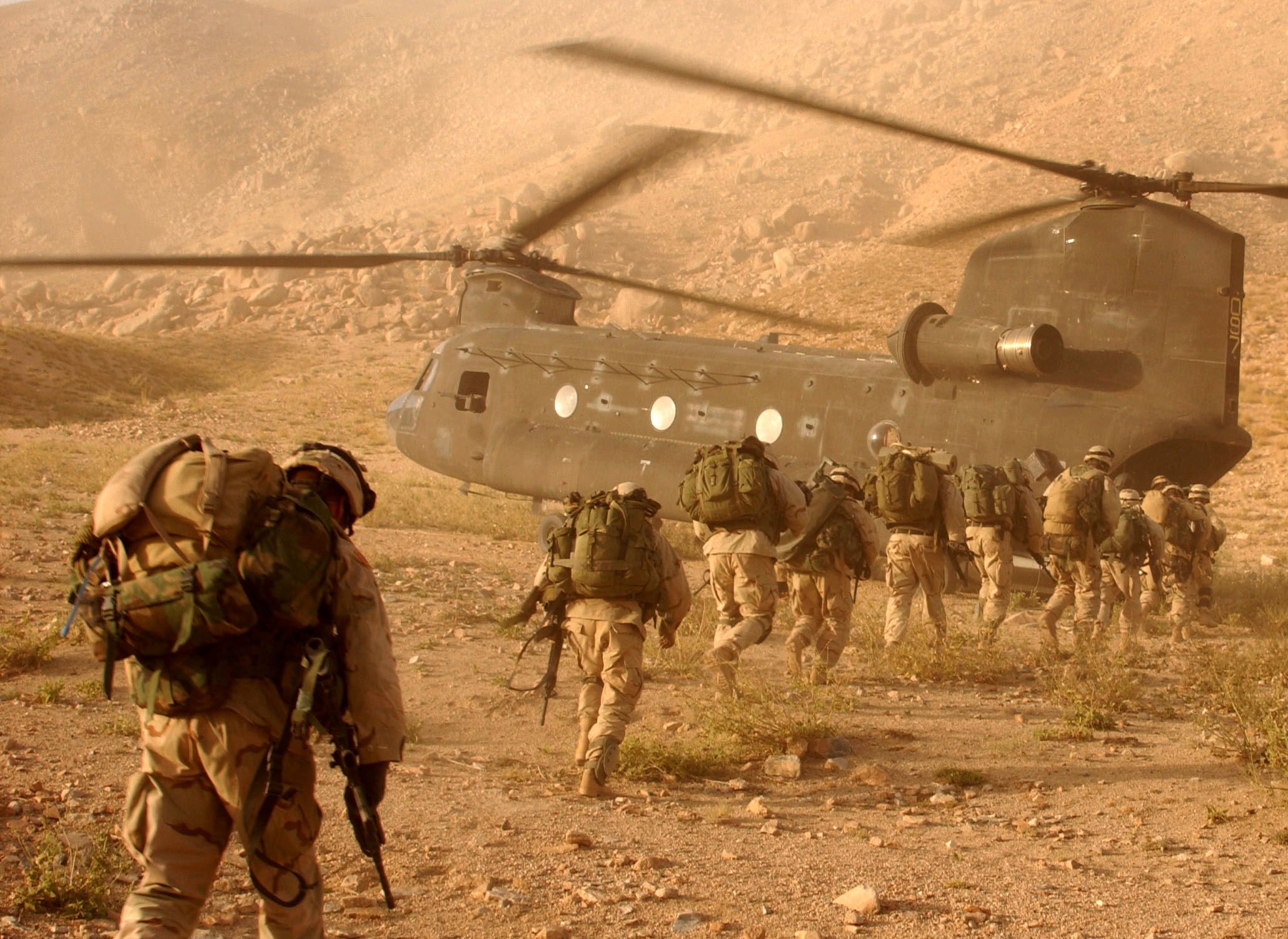
Посадка підрозділу 10-ї гірської дивізії на вертоліт MH-47E «Чинук». Вересень 2003

### 2014

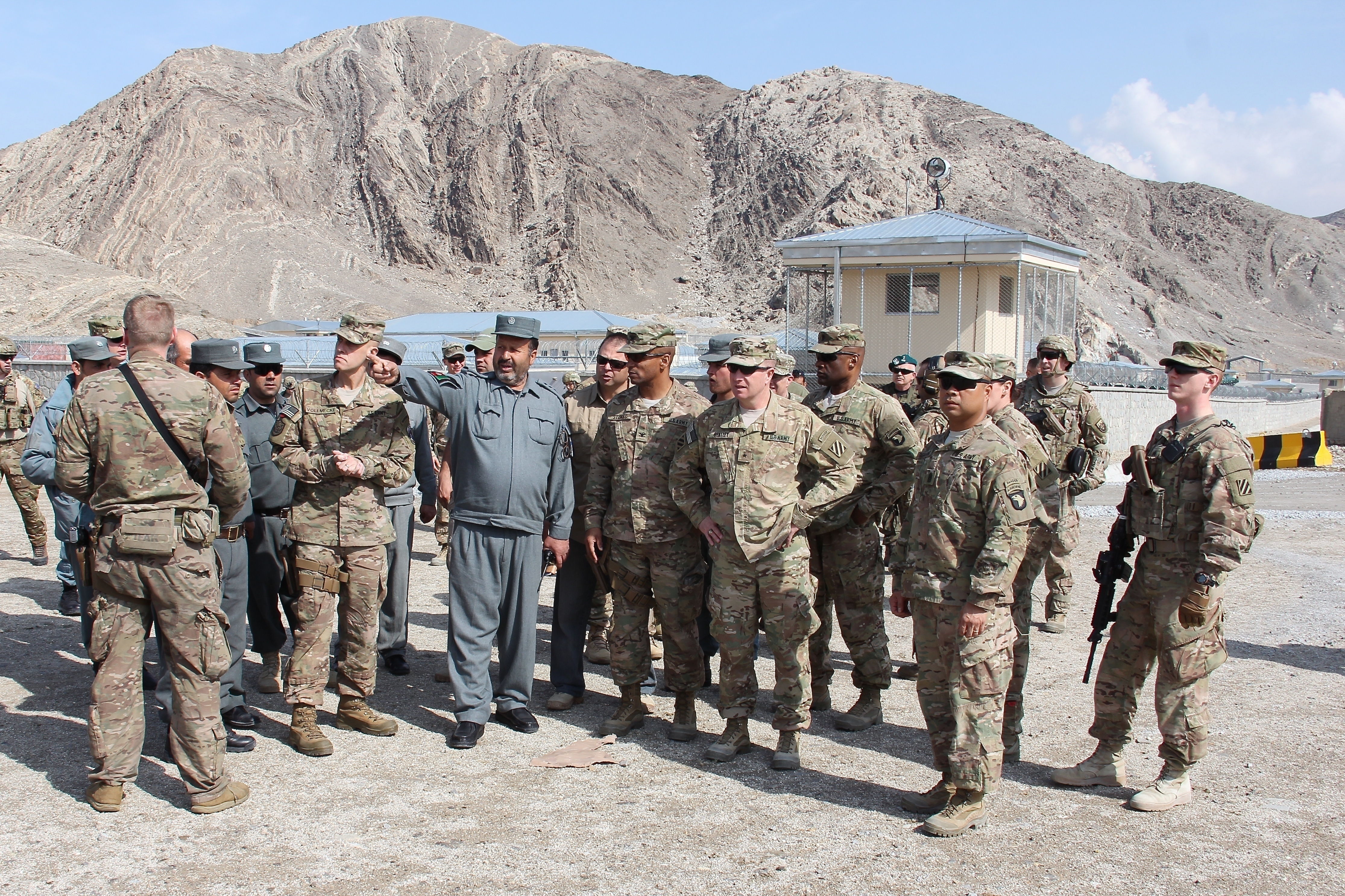
Командування Регіонального командування «Схід» з керівниками місцевої афганської поліції. Нангархар. 17 лютого 2015

### 2015. Зміна формату війни

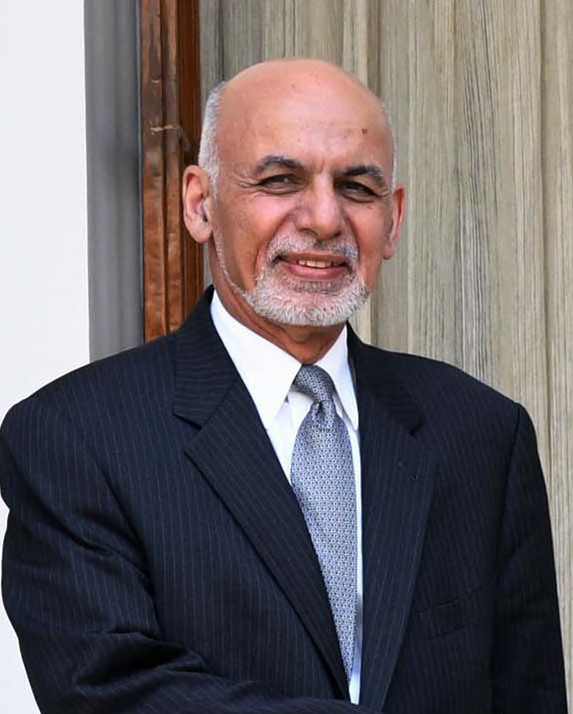
Президент Афганістану Ашраф Гані

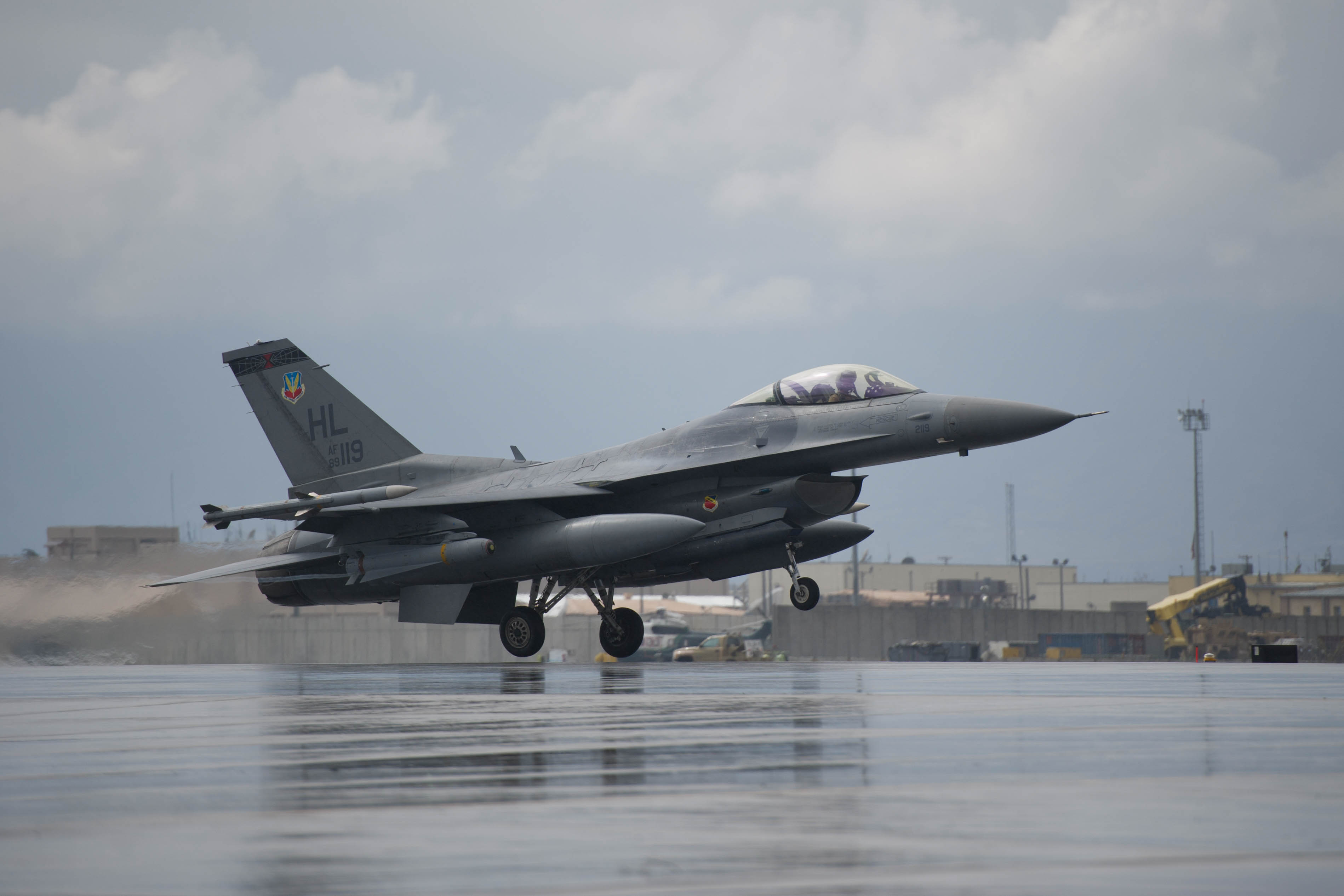
Винищувач F-16 «Файтінг Фалкон» злітає з авіабази Баграм на бойове завдання. 18 березня 2016

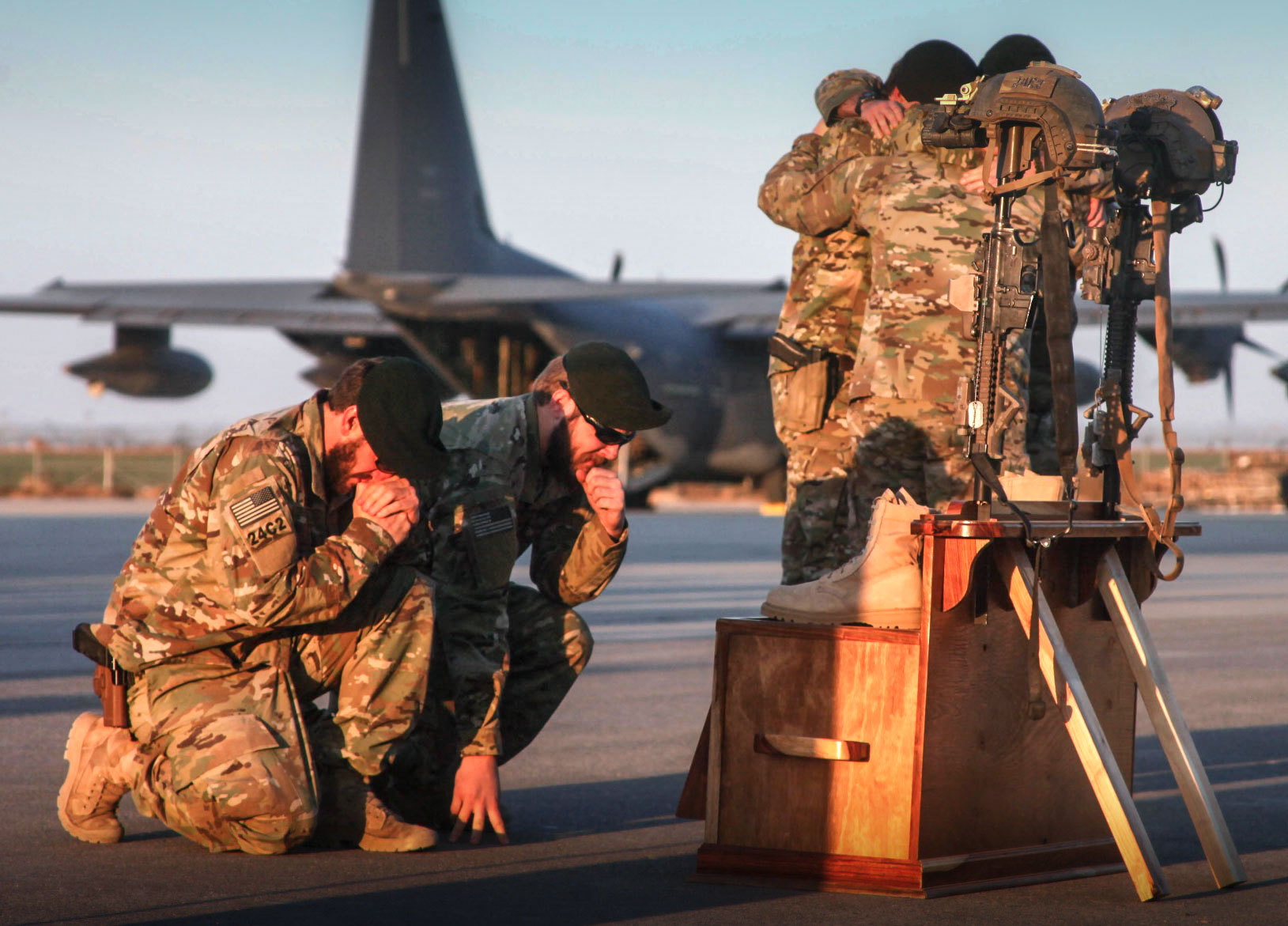
Спецназівці 10-ї групи ССО армії США віддають останню шану полеглим товаришам. 7 листопада 2016

### 2016

Ситуація в Афганістані на лютий 2016 року. - Рожевий: Під контролем уряду Афганістану- Білий: Під контролем Талібану- Сірий: Під контролем ІДІЛ

### 2017

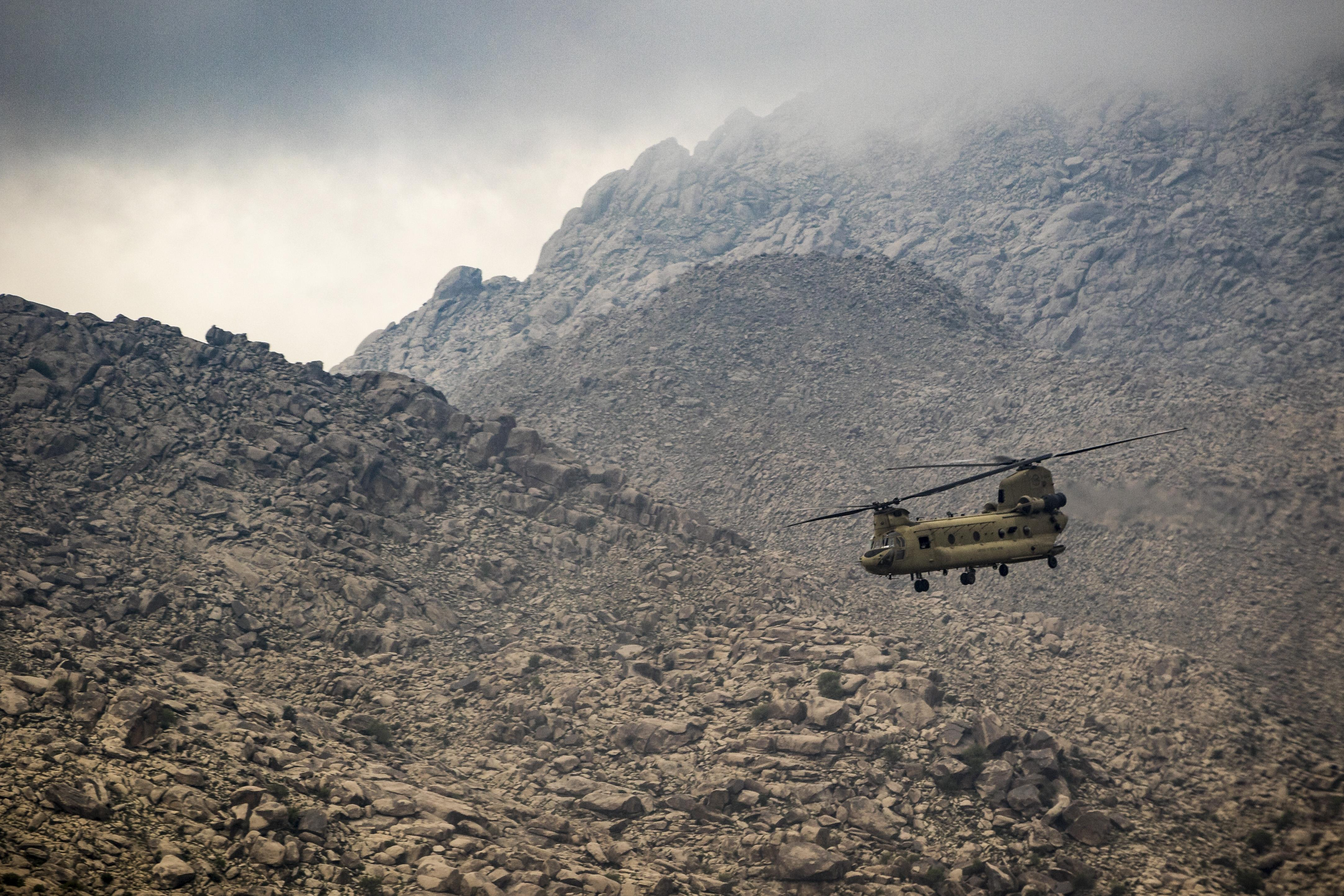
Американський вертоліт CH-47 «Чинук» на патрулюванні поблизу Джелалабаду. 5 квітня 2017

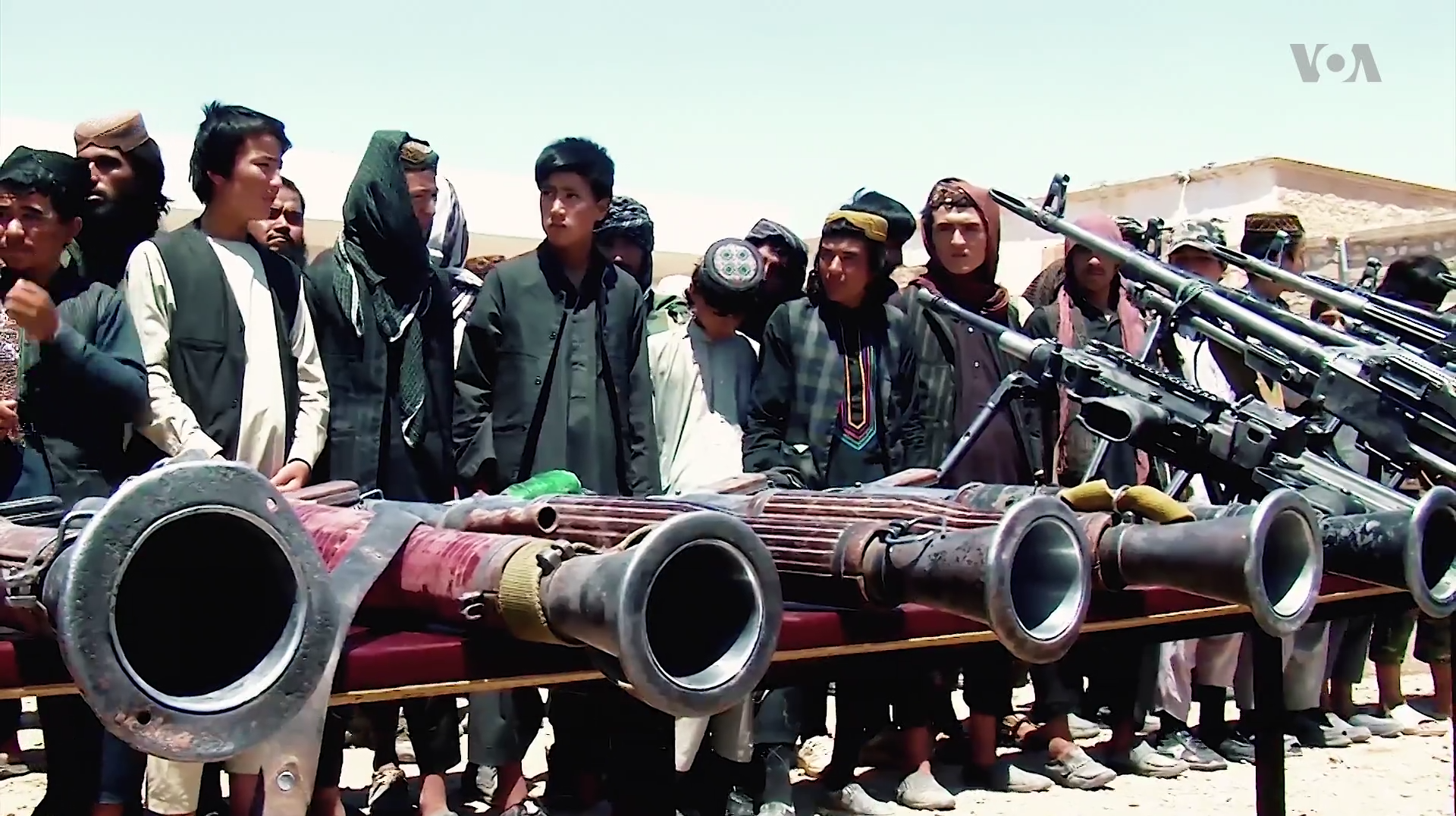
Бойовики ІДІЛ-Вілаят Хорасан, що капітулювали в Дарзабі. 6 серпня 2018

### 2019

Воєнна ситуація, станом на 2019 рік
Під контролем Афганістану та НАТО
Під контролем талібів, Аль-Каїди та союзників

### 2020

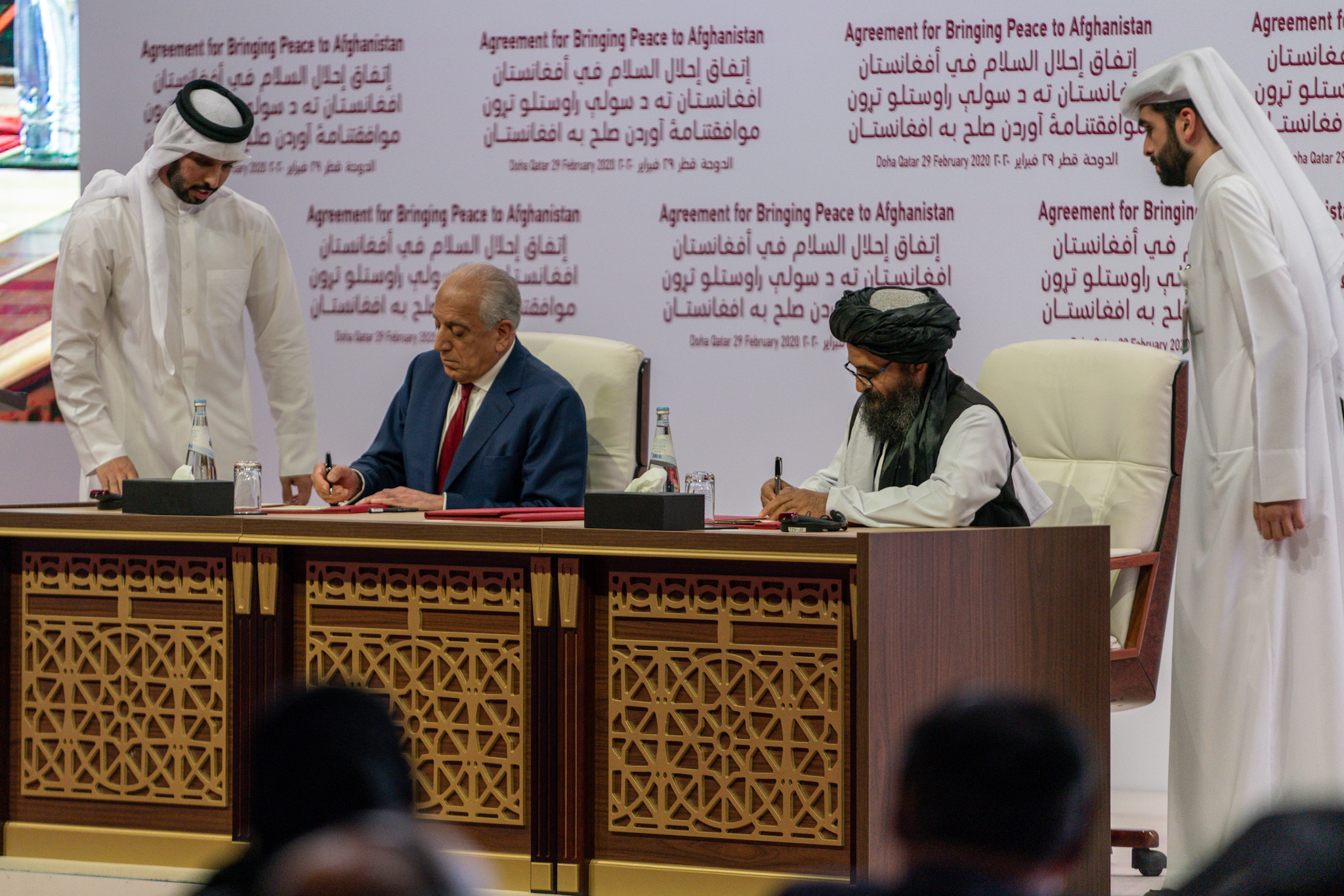
Підписання мирної угоди Залмаем Халілзадом та Абдул Гані Барадаром між США та Талібаном у Досі. 29 лютого 2020

## Історія

### Передумови